# Institut Catherine de Saint-Pétersbourg
L'Institut Catherine (Екатерининский институт, Петербургское училище ордена Святой Екатерины; École de l'ordre de Sainte-Catherine de Saint-Pétersbourg) est un institut pour jeunes filles de la noblesse ouvert à Saint-Pétersbourg à l'initiative de l'impératrice Marie en 1798. Cette institution d'éducation prestigieuse a duré jusqu'en 1917. Elle occupait les locaux d'un vaste édifice construit par Giacomo Quarenghi sur le quai de la Fontanka, au n° 36.

## Histoire

### L'institut sous Marie Fiodorovna

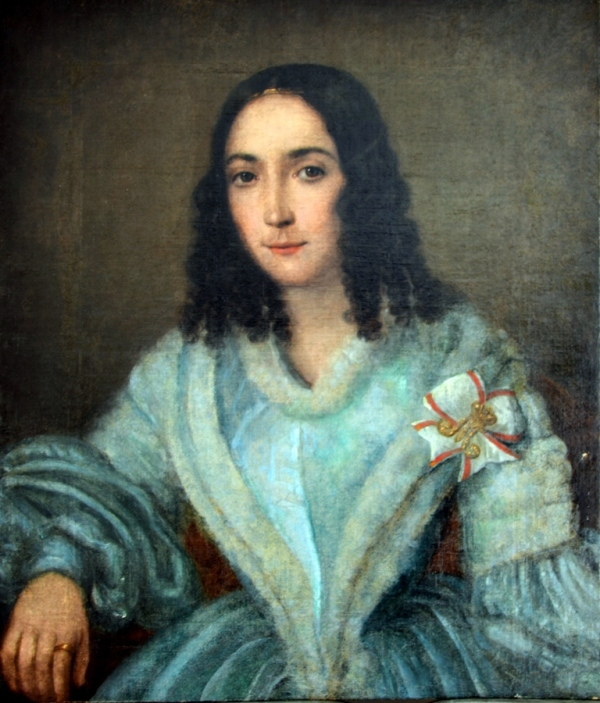
Portrait d'une jeune fille sortie de l'Institut Catherine avec un chiffre en or en sautoir.

Le 12 mars 1796, l'empereur Paul Ier fait publier un décret pour mettre son épouse Marie « à la tête d'un établissement d'éducation pour les jeunes filles de la noblesse. » L'année suivante, l'empereur transfère au Sénat, par un décret personnel du 2 mai, l'orphelinat de Saint-Pétersbourg sous la direction de l'impératrice « avec toutes les institutions lui appartenant. » Après ce décret de Paul Ier, le prince Alexandre Kourakine, ordonne aux dames de l'ordre de Sainte-Catherine d'établir un établissement d'éducation « pour jeunes filles de la noblesse, sans parents, propriétés et aides ». Le but de cet établissement est de permettre à ces jeunes filles de familles nobles sans beaucoup de moyens d'acquérir « une bonne éducation qui doive ensuite constituer leur richesse et leur dot ». Initialement, les jeunes filles sont prévues au nombre de cent: cinquante issue de la noblesse et cinquante issue de la bourgeoisie; puis il est prévu d'accepter soixante jeunes filles de la noblesse pauvre et en plus des pensionnaires.
Le prince Kourakine propose que toutes les dames ayant reçu les insignes de l'ordre de Sainte-Catherine sous l'empereur Paul, ainsi que celles qui le recevront, apportent une contribution pour l'entretien permanent des élèves, somme annuelle versée à leur discrétion. L'impératrice Marie Fiodorovna, quelques jours après avoir lu le rapport du prince, écrit une lettre au prince Kourakine déclarant qu'elle considère qu'il est de son devoir, « en tant que grande maîtresse de l'ordre de Sainte-Catherine, de donner l'exemple dans des exploits si louables et utiles pour la patrie » et décide de fonder cette école sur ses propres revenus à partir de 4 500 roubles. L'École de l'ordre de Sainte-Catherine de Saint-Pétersbourg naît ainsi le 25 mai 1798; elle est destinée aux filles de nobles héréditaires ayant le grade d'officier ou le grade correspondant selon la Table des rangs. L'établissement d'enseignement est placée sous la juridiction de la chancellerie de l'impératrice Marie.
La cérémonie d'inauguration se déroule le 12 juin 1798 года. L'institution est d'abord installée dans une maison de bois en face du palais de Tauride, puis dans une maison de pierre rue Vladimirskaïa, achetée au marchand Loguinov. Plus tard, l'empereur Alexandre offre un terrain avec le palais italien délabré à côté pour y construire les locaux de l'établissement sur le quai de la Fontanka. En mai 1802, l'institut déménage dans une maison sans étage sur ce terrain. Le vieux palais italien est démoli et, en 1804-1807, le grandiose édifice actuel est bâti selon les plans de Giacomo Quarenghi dans le style néoclassique, la façade d'honneur donnant sur la Fontanka.

### Histoire au XIXe siècle
Après la mort de l'impératrice Marie en 1828, Nicolas Ier signe un oukaze selon lequel il place l'établissement sous sa responsabilité, poursuivant l'œuvre de sa mère. Pour cela, l'on forme le IVe département de la chancellerie de Sa Majesté Impériale. En 1840, le compositeur Glinka écrit une symphonie vocale Chant d'adieu des élèves de l'institut Catherine sur des paroles de Platon Obodovski. Cette œuvre est traditionnellement jouée comme hymne pour la dernière cérémonie des diplômées de la promotion.
En 1844, l'école de l'ordre de Sainte-Catherine est officiellement classée dans la 1ère catégorie (la plus élevée) des instituts d'éducation de jeunes filles, offrant une « éducation convenable et d'élite pour la noblesse ». Le programme comporte des cours de catéchisme, de langue russe, de littérature, de français, d'allemand, d'histoire, de géographie, de sciences naturelles, d'hygiène, de physique, de cosmographie, de mathématiques, de dessin, de calligraphie, de chant choral, de travaux d'aiguille, de gymnastique, de danse, de musique (chant solo, chant d'ensemble, instrument dont orchestre de chambre), de bonnes manières et d'économie domestique.

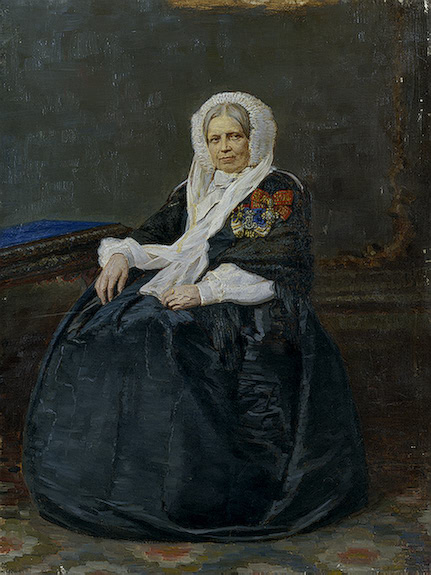
Portrait de la directrice de l'institut, Ekaterina Rodzianko, par Ivan Tiourine.

En 1845, la chapelle Sainte-Catherine de l'institut obtient le statut d'église capitulaire. En 1854, l'institut est placée sous l'administration de l'impératrice. À partir de 1895, l'Institut Catherine organise deux années de cours supplémentaires avec examen final pour former des préceptrices (institutrices à domicile). Surnommées les « pédagoguitchki », ces jeunes femmes portaient pendant leurs études comme signe de distinction un kouchak (écharpe) rouge de la couleur du ruban de l'ordre de Sainte-Catherine. Au fur et à mesure, l'institut n'accueille plus seulement des jeunes filles nobles de familles désargentées, mais des jeunes filles de familles de la noblesse (surtout de la fonction publique ou de la noblesse militaire) attirées par l'excellence des études.
Dans toute l'histoire de l'Institut Catherine, les meilleurs diplômées ont reçu deux cent soixante-dix prix du plus haut degré de distinction, dont deux cent soixante-neuf chiffres en broche de grande, moyenne et petite taille, un bracelet en or avec le monogramme de l'impératrice.
Les récompenses du IIe degré de distinction étaient des médailles d'or et d'argent «Pour les réalisations scientifiques de jeunes filles nobles» avec comme inscription au revers: « Visite cette vigne. Pour distinction ». Sur chaque médaille, la date d'obtention du diplôme de l'Institut des jeunes filles nobles était gravée en relief. Le nombre de toutes ces récompenses était strictement réglementé. Lorsqu'il y avait beaucoup d'excellentes élèves dans la classe de terminale, les meilleures en termes de points calculés sur les deux dernières années d'études étaient primées, les autres avec des points légèrement inférieurs (suffisants d'ailleurs pour recevoir un monogramme, une médaille ou un bracelet) n'étaient encouragées que par le « droit » à ces récompenses.

## Directrices de l'institut
- 1798-1823: Anna von Breitkopf[2], née von Paris (1775-1823), épouse du général-major Bernhard Theodor von Breitkopf (1749-1820), conseiller d'État effectif, éditeur de partitions et compositeur[3],[4],[5], enseignant l'allemand et l'arithmétique à l'institut.
- 1823-1839: Amalia von Krempen, née Schröder (1778-1839), fille d'un conseiller de la cour et jusqu'en 1823 inspectrice de l'Institut Smolny et nommée à l'Institut Catherine sous la recommandation de Julie Adleberg.
- 1839-1877: Ekaterina Rodzianko, née Kvachina-Samarina (1794-1877), diplômée de l'Institut Smolny, dame d'honneur de la cour, veuve du général-major M.P. Rodzianko; dame à petite croix de l'ordre de chevalerie de Sainte-Catherine (12 février 1859).
- 1877-1907: Maria von Bünting, née von Medem (1832-1907), diplômée de l'Institut Catherine, veuve de général-major, dame à petite croix de l'ordre de chevalerie de Sainte-Catherine (4 janvier 1903).

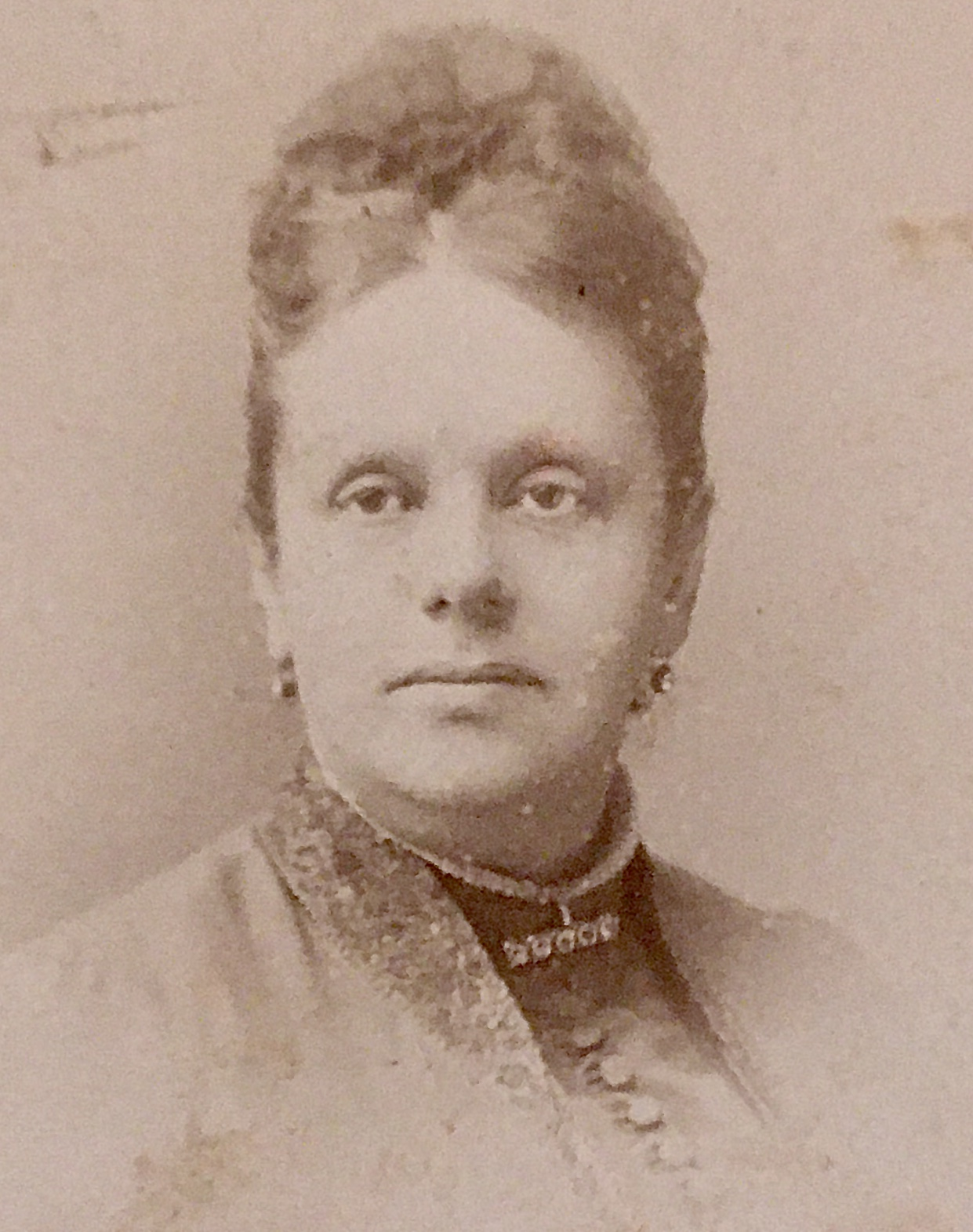
Maria Nikolaïevna von Bünting, née von Medem (1836-1907), directrice de l'institut à partir de 1878.

- 1907-1918: Elena Mikhaïlovna Erchova, née Leontieva (1854-1923), dame d'honneur de la cour (18 août 1874), veuve de l'ataman Vladimir Erchov; elle était directrice de l'Institut des jeunes filles de la noblesse de Kharkov (1900-1903), puis nommée à Saint-Pétersbourg. Elle meurt en émigration à Paris et est enterrée au cimetière de Pantin.

## Suppression de l'institut et destin du bâtiment
Par un décret du gouvernement provisoire du 26 mai 1917, l'Institut de l'ordre de Sainte-Catherine de Pétrograd (nouveau nom de Saint-Pétersbourg) est placé sous la juridiction du ministère de la Charité d'État, et ouvert à des jeunes filles de toute condition, et après l'arrivée au pouvoir des Bolchéviques, il est placé en décembre 1917 sous la juridiction du commissariat du peuple de la Charité publique. Le décret du 5 juin 1918 du soviet des commissaires du peuple le place sous la juridiction du commissariat du peuple de l'instruction publique avant d'être supprimé quelques semaines plus tard.
À l'époque soviétique, le bâtiment de l'ancien institut a abrité successivement un point de protection de l'enfance et de l'adolescence, un entrepôt de meubles (dans les locaux de l'ancienne église), la clinique pédiatrique n° 2, la clinique médicale et préventive pédiatriques n° 24, l' imprimerie n° 2 de l'imprimerie du comité exécutif de la ville de Léningrad. Pendant la Grande Guerre patriotique de 1941-1945. l'hôpital d'évacuation n° 2012 était situé dans le bâtiment, avec un abri anti-bombes au sous-sol.
En 1949, l'édifice est donné à la Bibliothèque publique Saltykov-Chtchedrine avec des salles de lectures pour les étudiants. Dans les années 1970, l'édifice est dans un état pitoyable et il est fermé. Plus tard des restaurations ont lieu jusqu'à la fin des années 1980. En 2017, on y trouve une salle de concert de la Bibliothèque nationale russe, un service d'édition de partitions et d'enregistrements, les éditions de revues, des salles de lecture pour la jeunesse et une phonothèque. L'édifice a été inscrit au patrimoine historique et culturel au niveau fédéral, le 10 juillet 2001 par le décret du gouvernement de la fédération de Russie n° 527.